# Lister Herred
Listers härad (indtil 1658 dansk: Lister Herred) var et herred beliggende på halvøen Listerlandet i Blekinge. Listerlandet var indtil 1648[kilde mangler] en del af Skåne.
Indenfor herredet lå Sølvesborg Slot.